# ط
La ṭāʾ (en árabe ﻃﺎء, ṭāʾ [tˤaːʔ]) es la decimosexta letra del alfabeto árabe. Representa un sonido oclusivo, dental, sordo y velarizado, /tˁ/. En la numeración abyad tiene el valor de 9.

## Uso
El de ṭāʾ es uno de los cuatro sonidos llamados enfáticos y no tiene equivalente en lenguas europeas. El lugar de articulación es el mismo que en tāʾ (= “t”), pero el aparato del habla está ligeramente tenso y la parte posterior de la lengua se eleva hacia el paladar. 
En la fonética del maltés, ṭāʾ y tāʾ se han fusionado, ambas se escriben “t” y se pronuncian como una t dental sorda. A menudo la t, que se remonta a ṭāʾ, oscurece el entorno vocalálico.
La ṭāʾ es una letra solar, es decir, asimila la L del artículo al-. Por ejemplo:
- الطَّلَائِع‎ aṭ-ṭalāʔiʕ, proviene de طَلَعَ‎ ṭalaʕa, «observar». En español resultó en «atalaya»

Entre los arabismos españoles que contenían ṭāʾ se incluye tarima (طَارِمَة‎ ṭārima) y taifa (طائفة‎ ṭā'ifa).

## Transliteración
En la transcripción DMG, esta letra se representa con una te con punto suscrito (ṭ). En la transcripción no científica, se suele utilizar una “t” normal, por lo que se pierde la distinción con tāʾ. En nombres de dominio, foros de Internet y cuando se utilizan programas de chat, el número "6" suele representar la Ṭāʾ.
Debido a que no está presente su sonido en francés, castellano ni inglés, la transliteración más común de palabras con este sonido suele ser 6. Sobre todo en medios semiformales, debido al parecido entre la forma de la letra (ﻁ) con el número 6. Transliterándose por ejemplo  «Falas6in», (en árabe فلسطين) que significa Palestina en idioma árabe.